# Nolina interrata
Espèce
Nolina interrata est une espèce végétale de la famille des Asparagaceae. Elle pousse dans le chaparral des états de Californie (États-Unis) et de Basse-Californie (Mexique) à des altitudes variant de 200 à 700 m. 